# Тадома
Тадома — метод общения, используемый слепоглухими, при котором слепоглухой помещает пальцы на губы и щеки говорящего. Таким образом слепоглухой человек воспринимает речь через движение губ и щек, вибрации голосовых связок и воздух из носа, создаваемый носовыми звуками, такими как «Н» и «М». Иногда метод называют тактильным чтением по губам. На щеки чаще всего кладутся три средних пальца, а на губы — мизинец, но также существуют другие варианты расположения рук и пальцев. Это сложный для изучения и использования метод, и в настоящее время применяется редко. Тем не менее небольшое количество слепоглухих людей успешно используют метод в повседневном общении.
Метод Тадома возможно использовать в комбинации с языком жестов, слепоглухой помещает одну руку на лицо говорящего, а другой он ощущает жесты, которые повторяют произнесенные слова. Два этих метода усиливают друг друга, позволяя лучше передавать речь.
Метод Тадома может помочь слепоглухим сохранить речевые навыки, которые они получили до того, как оглохнуть, а иногда — помочь научиться произносить совершенно новые слова. Иногда этот метод используется глухим или частично глухими для поддержки оставшегося слуха.
Метод Тадома был изобретен американской учительницей Софи Алкорн и в дальнейшем развит в Школе Перкинса для слепых в Массачусетсе. Метод назван в честь первых двух детей, которых ему научили: Уинтропа «Тэда» Чепмена и Омы Симпсон. Предполагалось, что дети научатся говорить, прикасаясь к своему лицу и повторяя то, что они считали с лица и горла говорящего.
Известная слепоглухая активистка Хелен Келлер использовала вариант метода Тадома.